# Камень (Білобжезький повіт)
Камень (пол. Kamień) — село в Польщі, у гміні Білобжеґі Білобжезького повіту Мазовецького воєводства.
Населення — 402 особи (2011).
У 1975-1998 роках село належало до Радомського воєводства.

## Демографія
Демографічна структура станом на 31 березня 2011 року:
|          | Загалом | Допрацездатний вік | Працездатний вік | Постпрацездатний вік |
| -------- | ------- | ------------------ | ---------------- | -------------------- |
| Чоловіки | 204     | 49                 | 142              | 13                   |
| Жінки    | 198     | 51                 | 118              | 29                   |
| Разом    | 402     | 100                | 260              | 42                   |